# برهنه از پله پایین می‌آید، شماره ۲
برهنه از پله پایین می‌آید، شماره ۲ (انگلیسی: Nude Descending a Staircase, No. 2) اثری از مارسل دوشان است که در ۱۹۱۲ کشیده شده است. این نقاشی، در زمان خودش بسیار مشهور شد و یکی از آثار کلاسیک مدرن به حساب می‌آید. پیش از اولین رونمایی از این اثر در ۱۹۱۲، از سوی کوبیست‌ها به این علت که بیش از اندازه فوتوریستی است، رد شده بود. این اثر در موزه هنر فیلادلفیا نگهداری می‌شود.
مارسل دوشان در مورد این تابلو گفته است: «اکنون دیگر موضوع نقاشی در میان نیست، بلکه بنای کار بر سامان بخشیدن به عناصری پویا و متجلی ساختن زمان و مکان از راه بازنمایی انتزاعی حرکت است».
این تابلو در نمایشگاه زراد خانه (نمایشگاه مدرن آمریکا در سال ۱۹۱۳) نماد نمایشگاه شد.